# موساتوو
موساتوو (انگلیسی: Musatovo) یک شهرک در شهرستان سالاواتسکی استان باشقیرستان کشور روسیه است.